# Homothyrea helenae
Homothyrea helenae är en skalbaggsart som beskrevs av Hermann Rudolph Schaum 1848. Homothyrea helenae ingår i släktet Homothyrea och familjen Cetoniidae. Utöver nominatformen finns också underarten H. h. sudanica.